# Iranobrium davatchii
Iranobrium davatchii là một loài bọ cánh cứng trong họ Cerambycidae.